# Аникет (пират)
Анике́т — предводитель неудачного антиримского восстания в Колхиде в 69 году.

## Биография
Аницет был вольноотпущенником царя Полемона II Понтийского и командовал царским флотом до тех пор, пока Понт не был преобразован в римскую провинцию при императоре Нероне в 63 году. По мнению Дэвида Вудса, этот Аницет-пират — тот же Аницет, который был префектом преторианского флота в Мизене (и, по-видимому, тем самым, который посоветовал Нерону утопить его мать на судне). Во время гражданской войны после смерти Нерона Аникет встал на сторону Авла Вителлия и возглавил общее восстание против Веспасиана в Трапезе и Колхиде в 69 году. Повстанцы уничтожили римский флот (сlassis Pontica) в результате внезапной атаки на Трапез, а затем занялись пиратством, используя тип лодки, известный как камара.
Однако восстание было подавлено римскими подкреплениями полководца Веспасиана Вирда Гемина. Аницет был захвачен местными соплеменниками в устье реки Кохибус (ныне река Хоби), расположенной в Лазике, сдан римлянам и предан теми смерти.